# كريستينا كارلسون
كريستينا كارلسون (بالفنلندية: Kristina Carlson)‏ هي صحفية وكاتِبة وشاعرة فنلندية، ولدت في 31 يوليو 1949 في هلسنكي في فنلندا.